# 樂道
樂道（英語：Lock Road）是香港九龍尖沙咀的一條街道，北起海防道，南接北京道，與漢口道大致平行。
樂道於1910年代中興建，原址是一所性病診所，為附近威菲路軍營的英軍進行檢查與治療。道路的英文名稱的「Lock」便是「性病診所」的意思。